# Distretto di Suttsu
Il distretto di Suttsu (寿都郡?) è uno dei distretti della Sottoprefettura di Shiribeshi, Hokkaidō, in Giappone.
Attualmente comprende i comuni di Kuromatsunai e Suttsu.